# Milly Buonanno
Milly Buonanno, all'anagrafe Emilia Buonanno (Nocera Umbra, 24 gennaio 1944), è una sociologa italiana.
È stata tra i primi a occuparsi a livello accademico in Italia degli studi di genere nell'ambito giornalistico e dello studio delle produzioni seriali televisive.

## Biografia
Laureata in Lettere presso l'Università degli studi di Roma "La Sapienza", è attualmente professore ordinario sul settore scientifico-disciplinare della sociologia dei processi culturali e comunicativi presso la facoltà di Scienze della comunicazione dello stesso ateneo, dopo molti anni passati alla facoltà di Scienze politiche "Cesare Alfieri" dell'ateneo fiorentino.
Negli anni ottanta, presso il dipartimento di letteratura inglese dell'allora Istituto universitario orientale di Napoli, insieme con Lidia Curti e Iain Chambers diede via al primo filone di cultural studies in Italia.
Nel 1986, insieme con il compagno, Giovanni Bechelloni, ha fondato l'Osservatorio sulla fiction italiana (OFI) e l'associazione "Il Campo", che gestisce l'osservatorio stesso; ha coordinato (1997-2005) inoltre il progetto per lo studio dell'industria televisiva europee "EuroFiction", di cui l'OFI è capofila, e ha diretto (2004-2012) il laboratorio avanzato di creazione e produzione di fiction televisiva, istituito a Milano dalla Scuola nazionale di cinema - Centro sperimentale di cinematografia.
Ha insegnato anche nelle università di Napoli Federico II e Salerno e tenuto corsi e lectures in numerose università straniere.

## Campi di studio
I suoi interessi di ricerca vertono, oltre che sullo story-telling televisivo, sull'evoluzione dello stile giornalistico in rapporto all'incidenza della televisione e dei nuovi media, con particolare attenzione alla spettacolarizzazione della notizia (donde il neologismo faction, derivante dalla fusione delle parole inglesi fact e fiction) e al ruolo delle donne: Milly Buonanno è uno dei pionieri della prospettiva di genere negli studi socio-comunicazionali.

## Opere principali
- 1975 Naturale come sei. Indagine sulla stampa femminile in Italia, Guaraldi
- 1978 Le donne e la stampa
- 1983 Cultura di massa e identità femminile. L'immagine della donna in televisione (Mass culture and feminine identity), Rai Eri
- 1985 Matrimonio e famiglia. Ricerca sui racconti televisivi, ERI-RAI - VPT
- 1988 L'élite senza sapere
- 1994 Narrami o diva. Studi sull’immaginario televisivo
- 1996 La Piovra. La carriera politica di una fiction popolare, Costa & Nolan
- 1996 Leggere la fiction. Narrami o diva rivisitata, Liguori, Napoli
- 1997 Television faction and identities (in lingua inglese)
- 1998 Imaginary dreamscapes (in lingua inglese)
- 1999 El drama televisivo (in lingua spagnola)
- 1999 Faction. Soggetti mobili e generi ibridi nel giornalismo italiano degli anni novanta, Liguori, Napoli
- 2002 Le formule del racconto televisivo, Sansoni
- 2003 Visibilità senza potere. Le sorti progressive ma non magnifiche delle donne giornaliste in Italia, Liguori, Napoli
- 2004 Realtà multiple, Liguori, Napoli
- 2005 Controcorrente. Altri modi di vedere la televisione, MediaScape, Firenze
- 2006 L'età della televisione, Laterza, Roma-Bari
- 2008 The age of television. Experiences and theories, Intellectbooks, Bristol and Chicago
- 2012 Italian TV drama and Beyond. Stories from the soil, stories from the sea, Intellectbooks, Bristol and Chicago
- 2012 La fiction italiana. Narrazioni televisive e identità nazionale, Laterza, Roma-Bari
- 2013 Tempo di fiction. Il racconto televisivo in divenire, Liguori, Napoli
- 2014 Il prisma dei generi. Immagini di donne in tv, Franco Angeli, Milano
- 2017 Television antiheroines. Women behaving badly in crime and prison drama, Intellectbooks, Bristol and Chicago
- 2020 Genere e media: non solo immagini, FrancoAngeli, Milano (con Franca Faccioli)